# Championnat d'Arabie saoudite féminin de football
Le championnat d'Arabie saoudite féminin de football est une compétition féminine de football opposant les meilleures équipes d'Arabie saoudite. Al-Nassr est le tenant du titre.

## Histoire
Le premier championnat officiel est lancé en 2021, après quelques tournois organisés non officiellement les années précédentes. La saison 2021-2022 regroupe 16 équipes réparties en trois groupes régionaux, avant une phase finale rassemblant 8 équipes. Al-Mamlaka remporte le titre en écrasant le Challenge 7-0.
Pour la deuxième saison, le nombre d'équipes est ramené à huit, qui s'affrontent cette fois-ci en matches aller-retour. Une deuxième division est créée avec 17 équipes, et un système de promotion-relégation. De nombreux clubs masculins du pays prennent désormais part au championnat féminin avec leur section féminine.

## Équipes participantes
| Équipe         | Ville   | Ancien nom                      | Titre(s) |
| -------------- | ------- | ------------------------------- | -------- |
| Al-Ahli        | Djeddah | Miraas                          |          |
| Al-Amal        | Taëf    |                                 |          |
| Al-Hilal       | Riyad   | Challenge Female SC (Al-Tahadi) | 2        |
| Al-Ittihad     | Djeddah | Aigles de Djeddah               |          |
| Al-Nassr       | Riyad   | Al-Mamlaka                      | 4        |
| Al-Qadsiah     | Khobar  | Al-Mutahed                      |          |
| Al-Shabab      | Riyad   | Al-Asefa (a absorbé Al-Yamamah) |          |
| Al-Taraji      | Qatif   | Oasis FC                        |          |
| Al-Ula         | Al-Ula  |                                 |          |
| Eastern Flames | Dammam  |                                 |          |

## Palmarès
| Édition   | Vainqueur               |
| --------- | ----------------------- |
| 2018      | Challenge Female SC     |
| 2020      | Challenge Female SC (2) |
| 2021-2022 | Al-Mamlaka              |
| 2022-2023 | Al-Nassr                |
| 2023-2024 | Al-Nassr                |
| 2024-2025 | Al-Nassr (4)            |